# جنگ داخلی سوریه
جنگ داخلی سوریه (به عربی: الحرب الأهلية السورية‎) با انقلاب سوریه در مارس ۲۰۱۱ آغاز شد، زمانی که نارضایتی مردم از رژیم بعثی به رهبری بشار اسد، اعتراضات گسترده و تجمعات طرفدار دموکراسی در سراسر سوریه که به عنوان بخشی از تظاهرات گسترده‌تر بهار عربی در منطقه بود را برانگیخت. رژیم اسد با نیروی مرگبار به سرکوب اعتراضات پرداخت و باعث آغاز جنگ داخلی شد که تقریبا ۱۴ سال به طول انجامید و در دسامبر ۲۰۲۴ با سقوط رژیم اسد به اوج خود رسید. بسیاری از منابع این را پایان جنگ می‌دانند.
این جنگ، از ژانویهٔ ۲۰۱۲ در میان ائتلافی شکننده از اپوزیسیون سوریه عمدتاً سنی، از جمله ارتش آزاد سوریه، جبهه النصره، هیئت تحریر شام و چند گروه جهادگرای سلفی دیگر به پشتیبانی ترکیه، نیروهای دموکراتیک سوریه به پشتیبانی ایالات متحده آمریکا و افراد باقی‌مانده از داعش، علیه نیروهای مسلح عربی سوریه به رهبری بشار اسد و حامیان او و علیه یکدیگر، در جریان است. این درگیری‌های نظامی در سال ۲۰۱۵ به اوج خود رسید. در حال حاضر، از شدت درگیری‌ها کاسته شده اما این بحران، همچنان ادامه دارد.
ارتش آزاد سوریه در سال ۲۰۱۱ توسط نظامیان جداشده از نیروهای مسلح عربی سوریه تشکیل شد. جبهه النصره، پیشتر شاخه رسمی القاعده در سوریه بود اما در ژوئیه ۲۰۱۶ نام خود را به جبهه فتح شام تغییر داد و سپس از القاعده جدا شد و هیئت تحریر شام را در اوایل سال ۲۰۱۷ با ادغام چند گروه اسلام‌گرا تشکیل داد. از ۲۳ نوامبر ۲۰۱۳ تا ۲۰۱۵ جبهه اسلامی به عنوان ائتلافی از چند گروه اسلام‌گرای سلفی، در بخش‌های مختلف سوریه فعال بود اما بسیاری از گروه‌های آن در ۲۸ مه ۲۰۱۸ به همراه ارتش آزاد سوریه و با حمایت ترکیه، جبهه ملی برای آزادی را تشکیل دادند.
روسیه، جمهوری اسلامی ایران و حزب‌الله لبنان از سوریه بعثی و نیروهای مسلح عربی سوریه حمایت می‌کردند و روسیه از سپتامبر ۲۰۱۵ در حال اجرای حملات هوایی و دیگر عملیات‌های نظامی در سوریه بود. ائتلاف بین‌المللی تحت رهبری ایالات متحده آمریکا که در سال ۲۰۱۴ با هدف جنگ با داعش تأسیس شد، حملاتی هوایی علیه داعش و برخی از اهداف دولتی و حامی دولت انجام داده است. آن‌ها همچنین نیروهای ویژه و واحدهای توپخانه را برای درگیری با داعش روی زمین مستقر کرده‌اند. ایالات‌متحده از سال ۲۰۱۵ از اداره خودمختار شمال و شرق سوریه و شاخهٔ نظامی آن، نیروهای دموکراتیک سوریه (SDF)، حمایت مادی، مالی و لجستیکی کرده است. ترکیه از ماه اوت سال ۲۰۱۶ به‌طور مستقیم در عملیات علیه دولت سوریه شرکت داشته است، نه تنها در حملات هوایی علیه داعش در کنار ائتلاف به رهبری آمریکا مشارکت داشته است، بلکه فعالانه از اپوزیسیون سوریه حمایت کرده و بخش‌هایی از شمال سوریه را در کنترل دارد در حالی که درگیر نبرد زمینی قابل توجهی با SDF، داعش و دولت سوریه بود. بین سال‌های ۲۰۱۱ تا ۲۰۱۷، گسترش جنگ داخلی سوریه به لبنان موجب شد که مخالفان و حامیان دولت سوریه برای مبارزه و حمله به یکدیگر در خاک لبنان، به لبنان سفر کرده و گروه‌هایی نظیر داعش و جبهه النصره نیز با ارتش لبنان درگیر شدند. علاوه بر آن، اسرائیل نیز به تبادل آتش با حزب‌الله و نیروهای ایرانی می‌پرداخت که حضور آن‌ها در جنوب غربی سوریه را به عنوان یک تهدید برای خود تلقی می‌کرد. این کشور همچنین حملات مکرری را در سایر مناطق سوریه از زمان آغاز جنگ انجام داده است که عمدتاً نیروهای دولتی سوریه و شبه‌نظامیان ایرانی و حزب‌الله را هدف قرار می‌دهد.
داعش از سال ۲۰۱۴ تا ۲۰۱۷ بر بخش‌های شرقی سوریه حکومت می‌کرد و حدود نیمی از خاک این کشور را در کنترل داشت و هم با دولت‌های سوریه و عراق و هم با اپوزیسیون سوریه درگیر جنگ بود. داعش از مارس سال ۲۰۱۹ مناطق تحت کنترل خود را، تماماً از دست داده است و به صورت پراکنده فعالیت می‌کند.
سازمان‌های بین‌المللی، تقریباً همه طرف‌های درگیر، از جمله داعش، دولت سوریه، گروه‌های شورشی مخالف دولت سوریه، جمهوری اسلامی ایران، روسیه، ترکیه، و ائتلاف به رهبری ایالات‌متحده را به خاطر نقض شدید حقوق بشر و قتل‌عام‌ها مورد انتقاد قرار داده‌اند. این درگیری‌ها موجب یک بحران بزرگ پناهندگان شده است. طی دوره جنگ، تعدادی از اقدامات صلح از جمله کنفرانس صلح ژنو ۲۰۱۷ در سوریه به رهبری سازمان ملل آغاز شده است، اما جنگ همچنان ادامه دارد.
تعداد قربانیان جنگ تا سال ۲۰۱۵، بر اساس برآورد سازمان ملل، بین ۲۲۰ هزار نفر و بر اساس برآورد دیده‌بان حقوق بشر تا ۳۱۰ هزار نفر بوده است. حدود ۷ میلیون و ۶۰۰ هزار نفر خانه خود را از دست داده‌اند. از این تعداد ۱٫۷ میلیون نفر به ترکیه، ۱٫۲ میلیون نفر به لبنان، ۶۲۵ هزار نفر به اردن و ۲۴۵ هزار نفر به عراق پناهنده شده‌اند طبق تخمین سازمان دیده‌بان حقوق بشر از اوایل جنگ داخلی تا ژوئن ۲۰۱۸ بیش از ۶۵۰ هزار نفر جان خود را از دست داده‌اند.

## پیشینه

### دولت اسد
در سال ۱۹۶۳، حزب بعث با کودتایی به قدرت رسیده و حکومتی سکولار را در سوریه تشکیل داد. طی سال‌های بعد، چند کودتای دیگر در سوریه اتفاق افتاد تا آن‌که در مارس ۱۹۷۱، حافظ اسد که از علوی‌های سوری بود خود را رئیس‌جمهور این کشور اعلام کرد. در ۳۱ ژانویه ۱۹۷۳، حافظ اسد قانون اساسی جدیدی را به اجرا گذاشت که زمینه‌ساز بحران ملی شد. برخلاف قوانین اساسی قبل، طبق این قانون اساسی جدید لازم نبود که رئیس‌جمهور سوریه مسلمان باشد و همین موضوع باعث شد اعتراض‌های گسترده‌ای در شهرهای حماة، حمص و حلب شکل بگیرد که توسط اخوان‌المسلمین و علمای اسلامی سازماندهی می‌شدند. دولت توانست از سال ۱۹۷۶ تا ۱۹۸۲، در مقابل چند قیام مسلحانه از سوی اسلام‌گرایان (عمدتا اعضای اخوان‌المسلمین) دوام بیاورد. پس از مرگ حافظ اسد در سال ۲۰۰۰، پسر او بشار اسد به ریاست جمهوری سوریه رسید.
در ۸ دسامبر ۲۰۲۴ بشار اسد از سوریه خارج شد و حکومت اسد سقوط کرد

### جمعیت
در ژوئیه ۲۰۱۸، کل جمعیت سوریه ۱۹٬۴۵۴٬۲۶۳ نفر تخمین زده شده است. تفکیک تقریبی گروه‌های قومیتی این کشور عبارتند از عرب (۵۰٪)، علوی (۱۵٪)، کرد (۱۰٪)، شامی (۱۰٪)، سایر (از جمله دروزی‌ها، اسماعیلی‌ها، شیعیان، آشوری‌ها، ترکمن‌ها، ارمنی‌ها). گروه‌های مذهبی سوریه عبارتند از ۸۷٪ مسلمان (شامل ۷۴٪ سنی، و ۱۳٪ علوی، اسماعیلی و شیعه)، ۱۰٪ مسیحی (عمدتا کلیساهای مسیحیت شرقی)، ۳٪ دروز و یهودی (تعداد اندکی در دمشق و حلب باقی مانده‌اند).

### پیشینه اقتصادی و اجتماعی
حافظ اسد در سال‌های آخر حکومتش دست به اجرای برخی از سیاست‌های بازار آزاد در سوریه زد که این امر منجر به افزایش چشمگیر نابرابری اقتصادی و اجتماعی در این کشور شد و این نابرابری پس از به قدرت رسیدن بشار اسد سرعت گرفت. این سیاست‌ها بر بخش خدمات تمرکز داشت و فقط اقلیتی محدود از جمعیت کشور را منتفع می‌کرد: طبقه تاجر سنی مذهب در دمشق و حلب و کسانی که با دولت ارتباط نزدیک داشتند.
در سال ۲۰۱۰، سرانه تولید ناخالص داخلی سوریه ۲٬۸۳۴ دلار بود که با سرانه برخی کشورهای آفریقای سیاه مانند نیجریه قابل‌مقایسه بود و از سرانه کشورهای همسایه سوریه مانند لبنان و اغلب کشورهای در حال توسعه دیگر بسیار پایین‌تر بود.
نرخ بیکاری جوانان در سوریه نیز بسیار بالا بود. در آغاز جنگ داخلی سوریه، بیشترین نارضایتی از دولت در مناطق فقیرنشین سوریه و در میان محافظه‌کاران سنی دیده می‌شد به خصوص در شهرهایی که نرخ فقر بالایی داشتند مانند درعا و حمص و مناطق فقیرنشین در شهرهای بزرگ.

### خشکسالی
سوریه طی سال‌های ۲۰۰۶ تا ۲۰۱۱، شدیدترین خشک‌سالی ثبت‌شده در تاریخ خود را از سر گذراند که منجر به نابودی محصولات کشاورزی، افزایش قیمت مواد خوراکی و مهاجرت دسته‌جمعی خانواده‌های کشاورز به شهرها شد. این مهاجرت گسترده همراه با سرازیر شدن بیش از ۱/۵ میلیون نفر پناهنده جنگ عراق به سوریه، باعث افزایش فشار بر زیرساخت‌های کشور شد. وقوع این خشکسالی را با گرمایش جهانی مرتبط دانسته‌اند.

### نقض حقوق بشر
وضعیت حقوق بشر در سوریه سال‌ها مورد انتقاد شدید سازمان‌های جهانی بوده است. حق آزادی بیان و حق آزادی تجمع، همواره و حتی پیش از آغاز قیام در سوریه، به‌شدت محدود و تحت کنترل دولت بود. این کشور از سال ۱۹۶۳ تا ۲۰۱۱ در وضعیت اضطراری به سر می‌برد و تجمع عمومی بیش از پنج نفر ممنوع بود. نیروهای امنیتی قدرت و اختیار گسترده و بی قید و شرطی برای سرکوب و بازداشت معترضان داشتند. علیرغم امیدهایی که در جریان بهار دمشق در سال ۲۰۰۰ نسبت به ایجاد تغییرات دموکراتیک شکل گرفت، بشار اسد به وعده‌های خود عمل نکرد. گزارش دیده‌بان حقوق بشر که درست قبل از آغاز قیام سال ۲۰۱۱ منتشر شد نشان داد که اسد از زمان رسیدن به قدرت نتوانسته تغییر مؤثر و قابل توجهی در وضعیت حقوق بشر این کشور ایجاد کند.

## مخالفان حکومت سوریه
نیروهای نظامی
- ارتش آزاد سوریه
- هیئت تحریر شام
- جبهه تحریر سوریه
- جبهه اسلامی (سوریه) (گروه‌های سلفی شامل احرار الشام، تیپ توحید، جیش الاسلام و انصار الشام) تا ۲۰۱۵
- جبهه آزادی‌بخش ملی سوریه
- داعش[۹۵]

نیروهای سیاسی
- ائتلاف ملی برای انقلاب و نیروهای مخالفین سوریه
- شورای ملی سوریه
- هیئت عمومی انقلاب سوریه
- کمیته هماهنگی ملی سوریه
- اخوان‌المسلمین سوریه
- احزاب کرد

### اخوان المسلمین سوریه
محمد ریاض شقفه، رهبر تبعیدی گروه می‌گوید که اخوان‌المسلمین در پی دگرگونی مسالمت‌آمیز و دموکراتیکی است که به جای حکومت خودکامه فعلی نظامی تکثرگرا را بنا نهد، نظامی که اخوان‌المسلمین می‌تواند در آن شعارهای اسلامی خود را در معرض رأی آزادانه مردم قرار دهد.

### احزاب کرد

پرچمی که در مناطق کردنشین سوریه از سال ۲۰۱۲ مورد استفاده قرار می‌گیرد و اغلب آن را به همراه پرچم کردستان به کار می‌برند. البته پرچم کردستان در سوریه ممنوع اعلام شده و از آن هم در جنگ سوریه استفاده شده.

گروه‌های کرد به دنبال استیفای حقوق مدنی اقلیت کرد کشور بودند، اما مقامات حکومتی خطر بالقوه بدل شدن آنان به یک نیروی سیاسی اثرگذار را با حبس رهبران و ساکت کردن طوایف کُرد پاسخ دادند. کردها هم‌اکنون در جنگ با داعش، متحد دولت هستند. از سال ۲۰۱۲ کردها در سوریه به عنوان قوم به رسمیت شناخته شدند.

### کمیته هماهنگی ملی
این کمیته در سپتامبر ۲۰۱۱ و از میان گروه‌های سیاسی مخالف درون خود سوریه تشکیل شده است. این کمیته، منادی دگرگونی مسالمت‌آمیز است، با مداخله نظامی مخالفت می‌کند و علی‌الظاهر معتقد است اعضای حکومت فعلی می‌توانند در دوران‌گذار نقش مثبتی ایفا کنند.
بنا به گفته این اعضای کمیته، آنان نگران این هستند که سرنگونی حکومت موجب آشوب در کشور شود.
حسن عبدالعظیم، از شخصیت‌های باسابقه اپوزیسیون، می‌گوید: «ما مداخله خارجی را رد می‌کنیم و به زعم ما خطر آن به اندازه استبداد داخلی است. ما هر دوی آن‌ها را مردود می‌دانیم».

### ارتش آزاد سوریه
ارتش آزاد سوریه شماری از نظامیان جدا شده از ارتش دولت بشار اسد هستند و سرهنگ ریاض الاسعد، رهبری ارتش آزاد سوریه را به عهده دارد. نیروی موسوم به «ارتش آزاد سوریه» در ماه اوت سال ۲۰۱۱ توسط گروهی از نظامیان فراری و با هدف حمایت از غیرنظامیان در برابر حملات ارتش سوریه و تلاش برای سرنگونی حکومت بشار اسد تشکیل شد.
هم چنین در ژانویه ۲۰۱۲ اعلام شد؛ افسران برجسته جدا شده از ارتش خود را برای تشکیل شورای فرماندهی نظامی آماده می‌کنند. سرهنگ ریاض الاسعد، رهبر ارتش آزاد سوریه و ژنرال مصطفی احمد شیخ از افسران برجسته ارتش سوریه، فرماندهی این شورا را برعهده می‌گیرند.
ارتش آزاد سوریه ژانویه ۲۰۱۲ شهر الزَبَدانی در جنوب‌غربی این کشور و در نزدیکی مرز لبنان را به کنترل خود درآورد. این شهر در ۳۰ کیلومتری شمال غربی دمشق قرار دارد.

### شورای ملی سوریه
شورای ملی سوریه با گرد هم آمدن گروه‌های متفاوتی از مجموعه اپوزیسیون از نیمه دوم ۲۰۱۱ و در ترکیه آغاز به کار کرده است. برهان غلیون، رئیس شورا می‌گوید که این شورا «نیروهای اپوزیسیون را متحد می‌کند». شورای ملی سوریه ائتلافی از هفت گروه مخالف حکومت سوریه است که با هدف ارائه جایگزینی معتبر برای حکومت بشار اسد تشکیل شده است.
اعضای این شورا عبارت‌اند از:
- بیانیه تغییر دموکراتیک دمشق:گروهی برآمده از جنبشی که در سال‌های ۲۰۰۰ و ۲۰۰۱ و به اصطلاح «بهار دمشق» خواهان اصلاحات دموکراتیک وسیع شد و از سوی حکومت سرکوب شد.
- اخوان‌المسلمین.
- کمیته‌های هماهنگی محلی:جریان‌هایی متشکل از شهروندان عادی که تظاهرات را در اقصی نقاط کشور هدایت می‌کنند.
- کمیسیون عمومی انقلاب سوریه: ائتلافی از ۴۰ گروه از میان توده‌های مردم.
- احزاب کرد، رهبران طوایف و چهره‌های مستقل.[۱۰۳]

در ۱ آوریل ۲۰۱۲ کشورهای شرکت‌کننده در دومین نشت گروه دوستان سوریه (بیش از ۸۰ کشور جهان) این شورا را به عنوان نمایندهٔ قانونی مردم سوریه به رسمیت شناختند.

### توافق گروه‌های مخالف بشار اسد
این دو جریان عمده مخالف دولت بشار اسد؛ ضمن تسریع و تسهیل روند تغییر حکومت، مانع از مداخله نظامی خارجی در کشور می‌شود. در این سند هردو ی این جریان‌ها بر تقویت و حمایت از «ارتش آزاد سوریه» تأکید کردند. به موجب این توافقنامه پس از سقوط دولت بشار اسد یک دولت انتقالی تا مرحله انتخابات قدرت را به دست گرفته و کشور را اداره خواهد کرد.
عبدالعظم، رهبر «کمیته هماهنگی ملی سوریه» به خبرنگار خبرگزاری فرانسه گفت: «هدف از این اتحاد، از جمله یافتن فصل مشترک و حصول توافق روی آن تغییرات بنیادی است که باید پس از سقوط حکومت بشار اسد انجام یابد.»
«شورای ملی سوریه» در اجلاس استانبول ترکیه هم تشکیل شد و مرکب از نزدیک ۲۳۰ سازمان و چهره سیاسی مخالف دولت بشار اسد است که قریب یکصد نفر آن در داخل سوریه به‌سر می‌برند و بیشتر از احزاب و سازمان‌های قدیمی مخالف دولت بشار اسد مثل اخوان‌المسلمین سوریه و برخی جریان‌های لیبرال تشکیل شده است و «کمیته هماهنگی ملی سوریه» که فقط در داخل سوریه فعالیت دارد و از جنبش خودجوش جوانان فیس‌بوکی و توئیتری تشکیل شده است و سازمانده اصلی مبارزات داخلی درون سوریه می‌باشد.
در دسامبر ۲۰۱۱ بزرگ‌ترین کنگره مخالفان بشار اسد در تونس تشکیل شد. برهان غلیون پیش از آغاز کنگره با رئیس‌جمهور جدید تونس، منصف مرزوقی دیدار و گفتگو کرد. هم چنین عبدالله ترکمانی، یکی از سخنگویان شورای ملی سوریه به خبرگزاری آلمان گفت، این شورا از جامعه جهانی می‌خواهد برای حفاظت از جان شهروندان معترض سوری اقدام کند.
عبده حسام الدین معاون وزیر نفت دولت بشار اسد، در یک پیام ویدیوئی که شامگاه ۷ مارس ۲۰۱۲ در شبکه یوتیوب منتشر شد اعلام کرد که تصمیم گرفته است از عضویت در دولت این کشور کناره‌گیری کند و «به انقلاب ملت سوریه» بپیوندد.

## حکومت سوریه و متحدان
- نیروهای مسلح سوریه
- شبه‌نظامیان دفاع وطنی سوریه[۱۰۸]

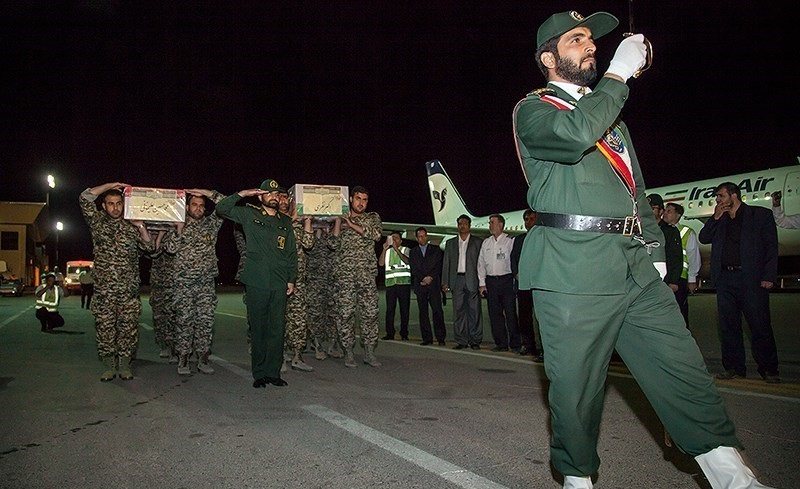
بازگشت اجساد «مدافعان حرم» به کرمانشاه، ۱۳۹۵.

- سپاه پاسداران انقلاب اسلامی (سپاه قدس)[۱۰۹]
- مدافعان حرم
- ارتش ایران[۱۱۰]
- سپاه مهدی[۱۰۹]
- فدراسیون روسیه
- شبیحه

### مداخلهٔ نظامی جمهوری اسلامی ایران در سوریه
ایران و سوریه بعثی دو متحد استراتژیک بودند. در ادبیات سیاسی نظام ایران، سوریه عضو محور مقاومت ضدصهیونیسم و پل ارتباطی با حزب‌الله لبنان است.
روابط ایران و سوریه به دوران پیش از انقلاب ۱۳۵۷ بازمی‌گردد. ایران در دهه پنجاه و در دوران سلطنت محمدرضا پهلوی در جریان سفر حافظ اسد به تهران در سال ۱۹۷۵ یک کمک بی‌سابقه ۳۰۰ میلیون دلاری به حکومت اسد ارائه کرد. همچنین سوریه در جریان جنگ ایران و عراق از حامیان اصلی سیاسی و نظامی ایران بود. تا مارس ۲۰۱۷ نیروهای اعزامی ایران ۲۱۰۰ نفر تلفات دادند.
جمهوری اسلامی و رژیم اسد به شدت اعتراضات مردم سوری را سرکوب کردند و این سرکوب موجب خشم مخالفان و همچنین بروز گروه‌های تکفیری همانند داعش، جبهه النصره، انصار الشام، جیش الاسلام و تحریرالشام شده است. برخی کارشناسان و رسانه‌های مخالف معتقدند که جمهوری اسلامی ایران به دلیل پشتیبانی از دولت بشار اسد برای سرکوب اعتراضات ۲۰۱۱ سوریه سبب آغاز جنگ داخلی سوریه شده است.
برخی ادعاها مبنی بر اعزام این نیروها تحت اسم «مدافع حرم» به سوریه در راستای حمایت نظامی، سیاسی، و اقتصادی جمهوری اسلامی از حکومت بشار اسد و سرکوب مردم سوریه می‌باشد. شورای ملی سوریه، معترضان سوری، و بعضی کشورها شامل آمریکا، اروپا، و انگلستان با ارائه مستنداتی نیروهای ایرانی در سوریه را به همدستی در جنایات علیه مردم سوریه و کشتار غیر نظامیان متهم می‌کنند.
درواقع برخی کارشناسان معتقدند که مدافعان حرم، درواقع مدافعان دولت بشار اسد هستند و در جنایات جنگی علیه مخالفان بشار اسد شریک نیروهای اسد می‌باشند. بنابر اعتقاد کارشناسان، مدافعان حرم در کشتن غیرنظامیان بی‌دفاع و کودک‌کشی دست دارند. نظریهٔ منتقدان این است که ولایت فقیه از طریق مدافعان حرم قصد این را ندارد که از حرم دفاع کند بلکه قصد دارد مخالفان سوریه و دیگر مخالفان ملت‌های اسلامی را سرکوب کند و اینکه عبارت «مدافعان حرم» یک عبارت پرواپاگاندایی و عوام‌فریبانه‌ای می‌باشد که ولایت فقیه صرفاً می‌خواهد از آن سوءاستفاده تبلیغاتی کند.
جمهوری اسلامی ایران از حکومت سوریه پشتیبانی نظامی و غیرنظامی، انجام می‌دهد. پشتیبانی از دولت بشار اسد در سرکوب معترضان سوری، جزو نقض‌های حقوق بشر جمهوری اسلامی ایران است.
پژوهشگر بنیاد دفاع از دموکراسی‌ها بر این باور است که حضور سپاه در سوریه اولین حضور این نهاد نظامی در بیرون از خاک ایران نیست؛ هر چند حمایت از اسد و جنایات جنگی که علیه مردم کشورش مرتکب می‌شود، شاید بارزترین سندی است که ثابت می‌کند سپاه پاسداران بزرگ‌ترین تشکل دولتی حامی تروریسم در جهان است.

### دخالتسپاه پاسداران انقلاب اسلامیو نیروهای نیابتی‌اش در جنگ سوریه

#### فهرست فرماندهان بلندپایه سپاه در جنگ سوریه
دست‌کم ۱۶ تن از فرماندهان بلندپایه سپاه پاسداران انقلاب اسلامی در جنگ داخلی سوریه دخالت داشته‌اند.
1. سرلشکر قاسم سلیمانی؛ فرمانده کل نیروهای سپاه قدس جمهوری اسلامی، از جمله در جنگ سوریه؛
2. سرتیپ حسین همدانی؛ اولین فرمانده نیروهای ایرانی در سوریه و مسئول تشکیل شبه‌نظامیان حامی بشار اسد؛
3. سرتیپ محمدجعفر اسدی؛ دومین فرمانده نیروهای ایرانی در سوریه؛
4. سرتیپ محمد حجازی؛ جانشین پیشین فرمانده کل سپاه پاسداران؛
5. سرتیپ عبدالله عراقی؛ جانشین وقت فرمانده نیروی زمینی سپاه و نیز از فرماندهان ارشد نبرد نهایی حلب در سال ۲۰۱۶؛
6. سرتیپ محمدرضا فلاح‌زاده: معاون هماهنگ‌کننده نیروهای سپاه قدس؛
7. سرتیپ علی‌اکبر پورجمشیدیان؛ معاون عملیات نیروی زمینی سپاه؛
8. سرتیپ رحیم نوعی‌اقدم؛ فرمانده قرارگاه عملیاتی زینب در سوریه؛
9. سرتیپ محمدعلی الله‌دادی، فرمانده قرارگاه عملیاتی در مناطق جنوبی سوریه؛
10. سرتیپ محمود چهارباغی؛ فرمانده پیشین توپخانه نیروی زمینی سپاه؛
11. سرتیپ اسماعیل قاآنی؛ مسئول سازمان‌دهی تیپ فاطمیون و نیز فرمانده جدید نیروی سپاه قدس؛
12. سرتیپ هامون محمدی؛ فرمانده سپاه استانی گیلان؛
13. سرتیپ محمدعلی حق‌بین؛ فرمانده لشکر ۱۶ قدس مستقر در گیلان؛
14. سرتیپ جواد عظیمی‌فر؛ معاون مهندسی رزمی نیروی زمینی سپاه؛
15. سرتیپ عوض شهابی‌فر؛ فرمانده سابق سپاه استانی کهگیلویه و بویراحمد؛
16. سرتیپ حمید ارجمندی‌فر؛ جانشین فرمانده قرارگاه حمزه.[۱۳۶]

#### فهرست فرماندهان دریافت‌کننده نشان نظامی
نام برخی از فرماندهان رده‌بالای سپاه پاسداران انقلاب اسلامی و ارتش جمهوری اسلامی ایران که از دست رهبر و ولی فقیه جمهوری اسلامی ایران یعنی سید علی خامنه‌ای، به دلیل حضور در درگیری‌های سوریه و عراق نشان نظامی دریافت کرده‌اند، عبارت است از:
1. سرلشکر قاسم سلیمانی؛ فرمانده کل نیروهای سپاه قدس جمهوری اسلامی در خاورمیانه، از جمله در جنگ سوریه و عراق (نشان ذوالفقار)؛
2. سرتیپ حسین همدانی؛ اولین فرمانده نیروهای ایرانی در سوریه و مسئول تشکیل شبه‌نظامیان حامی بشار اسد (نشان فتح یک)؛
3. سرتیپ عبدالله عراقی؛ جانشین وقت فرمانده نیروی زمینی سپاه و نیز از فرماندهان ارشد نبرد نهایی حلب در سال ۲۰۱۶ (نشان فتح دو)؛
4. سرتیپ جواد عظیمی‌فر؛ معاون مهندسی رزمی نیروی زمینی سپاه (نشان نصر یک)؛
5. سرتیپ محمود چهارباغی؛ فرمانده پیشین توپخانه نیروی زمینی سپاه (نشان نصر یک)؛
6. سرتیپ هامون محمدی؛ فرمانده سپاه استانی گیلان (نشان فتح سه)؛
7. سرتیپ محمدعلی حق‌بین؛ فرمانده لشکر ۱۶ قدس مستقر در گیلان (نشان فتح سه)؛
8. سرتیپ عوض شهابی‌فر؛ فرمانده سابق سپاه استانی کهگیلویه و بویراحمد (نشان فتح دو)؛
9. سرتیپ حمید ارجمندی‌فر؛ جانشین فرمانده قرارگاه حمزه (نشان فتح سه)؛
10. سرتیپ حسن شاه‌صفی؛ فرمانده وقت نیروی هوایی ارتش (نشان نصر)؛[۱۳۷][۱۳۸]

## تلاش‌ها جهت برقراری صلح

### گروه دوستان سوریه
گروه دوستان سوریه مجموعه‌ای از کشورها و نهادهای بین‌المللی برای پیدا کردن راه حلی برای بحران سوریه، خارج از شورای امنیت، پس از آنکه چین و روسیه قطعنامه مرتبطی در مورد سوریه را وتو کردند، می‌باشند. این اولین بار توسط نیکلا سارکوزی رئیس‌جمهور فرانسه مطرح شد، اولین نشست آن در ۲۴ فوریه ۲۰۱۲ در تونس برگزار شد. جلسه دوم در تاریخ ۱ آوریل ۲۰۱۲ در شهر استانبول ترکیه انجام پذیرفت.

### پیشنهاد تعیین یک ناحیه حفاظت‌شده
شورای ملی سوریه که ائتلاف اصلی مخالفان این کشور است از شورای امنیت سازمان ملل متحد درخواست کرد تا یک «منطقه حفاظت شده» ناحیه‌ای که هدف حملات ارتش است، ایجاد کند. این شورا همچنین شورای امنیت و اتحادیه عرب را ترغیب کرد برای حفاظت از مردم در آن نواحی اقدام کنند. شورای ملی سوریه در کشورهای ترکیه، تونس و مصر علیه حکومت بشار اسد و در حمایت معترضان سوری تشکیل کنگره داد.

### پیشنهاد تشکیل دولت انتقالی
به گفته منابع سازمان ملل متحد، قدرت‌های بزرگ غربی، روسیه و چین از طرح پیشنهادی کوفی عنان، نماینده مشترک سازمان ملل و اتحادیه عرب در امور سوریه، برای پایان دادن به بحران سیاسی پانزده‌ماهه در ۳۰ ژوئن ۲۰۱۲، از طریق تشکیل یک دولت انتقالی با شرکت گروه‌ها و شخصیت‌های مختلف حمایت کردند.
در طرح کوفی عنان پیشنهاد شده است که دولت وحدت ملی با شرکت برخی از مقامات حکومت کنونی و شخصیت‌ها و نمایندگان گروه‌های سیاسی مخالف تشکیل شود و با خاتمه دادن به درگیری مسلحانه، زمینه مشارکت آزاد مردم در تعیین سرنوشت خود را فراهم آورد.
گروه‌های اپوزیسیون سوریه در روز ۳۱ ژوئیه ۲۰۱۲ در نشستی در قاهره توافق کردند که هیثم المالح، ریاست دولت انتقالی سوریه را به عهده گیرد.
هیثم المالح مسئولیت تشکیل دولت در تبعید ر.ک. مقر آن در قاهره خواهد بود، به عهده گرفت.
المالح در گفتگو با خبرگزاری فرانسه گفت: «من مسئولیت تشکیل دولت انتقالی را پذیرفتم و برای تشکیل کابینه با همهٔ گروه‌های اپوزیسیون سوریه در خارج و داخل کشور مشورت خواهم کرد.»
المالح که دارای سابقه دفاع از حقوق بشر است، در گفتگو با خبرگزاری فرانسه اضافه کرد: «وقتی بشار اسد از قدرت کناره‌گیری کند یا برکنار شود، نباید در وضعیتی نابسامان و بدون هیچ برنامهٔ سیاسی مشخصی باشیم. هدف از تشکیل این دولت در تبعید، آمادگی برای قبول مسئولیت‌ها و هدایت کشور با برنامه‌ریزی قبلی و هزینه‌های کمتر است.»

### آتش‌بس ۲۷ فوریه ۲۰۱۶
اولین بار در جنگ پنج‌ساله سوریه، با توافق به عمل آمده بین آمریکا و روسیه آتش‌بس سوریه پس از تصویب در شنبه ۸ اسفند ۱۳۹۴ (۲۷ فوریه ۲۰۱۶) اجرا شد. این آتش‌بس گروه‌های داعش، جبهه النصره و سایر گروه‌های تروریستی را شامل نخواهد شد. بشار اسد، رئیس‌جمهور سوریه و گروه‌های اصلی معارضان مسلح این کشور قبلاً با این توافق اعلام موافقت کرده‌اند. پیش از آن شورای امنیت طی قطعنامه شماره ۲۲۶۸ از تمامی طرف‌ها درگیر در سوریه خواسته بود به آن پایبند گردند تا مذاکرات بین‌المللی سوریه از ۷ مارس (۱۷ اسفندماه) آغاز گردد.

### آتش‌بس سراسری سوریه (۲۰۱۷)
بعد از آن‌که نیروهای ارتش سوریه موفق به تصرف کامل حلب شدند با گروه‌های مخالف وارد مذاکره برای آتش‌بس شدند روسیه گفته که ضامن آتش‌بس خواهد بود این آتش‌بس از اواخر سال ۲۰۱۶ به اجرا درآمد همچنین دولت سوریه اعلام کرد که همه گروه‌های مخالف جزء این آتش‌بس هستند اما گروه‌های مثل داعش و جبهه فتح شام را شامل نمی‌شود برخی از کشورها از این آتش‌بس استقبال کردند روسیه نیز اعلام کرد که با گروه‌های تروریستی که شامل آتش‌بس نیستند مقابله خواهد کرد. با وجود بر قراری آتش‌بس مخالفان اقدام به آلوده کردن آب آشامیدنی دمشق کردند که ارتش سوریه در پاسخ به اقدام مخالفان به آن‌ها در وادی بردی حمله کردو توانست منبع آب را از آن‌ها پس بگیرد و آب دمشق را تصفیه کند هم‌زمان گروه تروریستی جبهه فتح شام (جبهه نصرت سابق) آتش‌بس سراسری سوریه را محکوم کرده و آن را زمینه‌ای برای تداوم حکومت سوریه خواند همچنین این گروه افراطی گفته که به جنگ با نیروهای وفادار به بشار اسد ادامه می‌دهد.

## اصلاح قانون اساسی
در تاریخ ۷ اسفند ۱۳۹۰ در سوریه پیش‌نویس قانون اساسی نوین به همه‌پرسی گذاشته شد.
قانون اساسی جدید اختیارات حزب بعث سوریه را محدود می‌کند و رئیس‌جمهور بیش از دو دوره حق ریاست ندارد.
همه‌پرسی با مشارکت ۵۷٫۴٪ و موافقت ۸۹٫۴٪ درصد رای‌دهندگان (برآیند موافقت ۵۱٫۳٪ واجدان شرایط) رأی آورد.
عنوان شده‌بود که در پی ناامنی در برخی نقطه‌ها مردم نتوانستند همه در همه‌پرسی شرکت کنند.

## مواضع و واکنش‌ها

### فتوای جهاد علیه دولت بشار اسد
در ۲ می ۲۰۱۳ (۱۲ خرداد ۱۳۹۲)، در پی ادامهٔ جنگ در شهر استراتژیک قُصَیر (در همسایگی لبنان) و دخالت حزب‌الله لبنان در جنگ به سود نیروهای دولتی، یوسف قرضاوی آن حزب را «حزب شیطان» خواند و به مسلمانان، در برابر دولت اسد فتوای جهاد داد.

### واکنش سازمان ملل متحد
بان کی مون دبیرکل سازمان ملل متحد، در ۱۶ فوریه ۲۰۱۲ با اشاره به گلوله‌باران شدید مناطق مسکونی توسط ارتش دولت بشار اسد اعلام کرد حکومت بشار اسد مرتکب جنایات ضد بشری علیه مردم سوریه شده است و گفت: «در سوریه مناطق مسکونی گلوله‌باران می‌شود، بیمارستان‌ها به شکنجه‌گاه تبدیل شده و کودکانی که سن آن‌ها کمتر از ۱۰ سال است مورد تجاوز قرار می‌گیرند و سپس کشته می‌شوند.»

## نقض حقوق بشر
کمیته بین‌المللی نجات، از سازمان‌های امدادرسان در سوریه، میزان تجاوز و خشونت‌های جنسی از سوی دوطرف را در جریان درگیری‌های سوریه را «هولناک» توصیف کرده است.
در اواسط آوریل ۲۰۱۴، ناوی پیلای، مسئول کمیساریای عالی حقوق بشر سازمان ملل متحد، در گزارشی گسترده شدن شکنجه در زندان‌های دولتی سوریه را محکوم کرد و از استفاده از شکنجه توسط برخی گروه‌های مسلح مخالف اسد هم ابراز تاسف نمود.
در مارس ۲۰۱۴ سازمان عفو بین‌الملل اعلام کرد نیروهای دولت بشار اسد از ترفند گرسنگی دادن غیرنظامیان به عنوان اسلحه‌ای جنگی علیه مردم سوریه استفاده می‌کنند، دست کم ۱۲۸ هزار آواره در اردوگاه یرموک در دمشق از گرسنگی جان داده‌اند، خانواده‌ها مجبور شده‌اند به دنبال غذا در خیابان‌ها آواره شوند و خود را در معرض گلوله تک تیراندازها قرار دهند. همچنین فیلیپ لوتر، مدیر خاورمیانه سازمان عفو بین‌الملل گفت که نیروهای بشار اسد با گرسنگی دادن غیرنظامیان به عنوان اسلحه جنگی، مرتکب جنایت جنگی شده‌اند و روایت‌های وحشتناک خانواده‌هایی که به خوردن سگ و گربه روی آورده‌اند و غیرنظامیانی که هدف گلوله تک تیراندازان قرار گرفته‌اند در حالی که به دنبال غذا می‌گشته‌اند به داستان تکراری یرموک تبدیل شده است.
گروهی از سازمان‌های خیریه در تحلیل اوضاع کنونی سوریه با بررسی تصاویر ماهواره‌ای، به این نتیجه رسیده‌اند که ۸۳٪ از چراغ‌هایی که از فضا در سراسر کشور سوریه قابل مشاهده بود، اکنون تاریک شده و دیده نمی‌شود.

#### ارتکاب جنایت علیه بشریت
در ابتدا مخالفان حکومت اسد، خواستار «پیگیری جنایت علیه بشریت» در این کشور شدند. رضوان زیاده در گزارش خود، موردهای فراوان نقض آشکار حقوق بشر که به ارتکاب سازمان‌یافته «جنایت علیه بشریت» انجامیده را برشمرد. سپس در پایان همین ماه، کمسیون حقوق بشر سازمان ملل متحد برای نخستین بار به شکل رسمی حکومت اسد را متهم به «ارتکاب جنایت علیه بشریت» کرد. در گزارش این نهاد معتبر آمده است: «نظامیان دولتی به‌طور سیستماتیک مرتکب جنایت علیه بشریت شده‌اند». در این گزارش سازمان ملل به مواردی چون قتل، شکنجه و تعرض جنسی علیه غیرنظامیان، زنان و کودکان اشاره شده بود. در فوریه ۲۰۱۲ دبیرکل سازمان ملل اعلام کرد، رژیم بشار اسد فاقد مشروعیت است.

### سرکوب مخالفان
دولت بشار اسد به منظور سرکوب مخالفان بارها اقدام به بمباران شهرهای مختلف سوریه به ویژه شهر حمص کرد. نیروهای ارتش سوریه در فوریه ۲۰۱۲ به روی معترضان در دمشق، حلب و الزبدانی آتش گشودند و مناطق مسکونی و کلینیک‌های موقت درمانی شهر حمص را بمباران کردند. شورای عمومی انقلاب سوریه با ارائه آماری اعلام کرد طی یک هفته از آغاز بمباران‌ها ۷۵۵ نفر در سوریه کشته شده‌اند که دستکم ۷۱ نفر از آن‌ها کودک هستند.
در ۲۲ دسامبر ۲۰۱۳ (۱ دی ۹۲) هلی‌کوپترهای ارتش سوریه با پرتاب بشکه‌های حاوی ماده منفجره تی‌ان‌تی بر روی محلات تحت کنترل شورشیان، ده‌ها نفر را در شهر حلب کشتند. آمار کشته شدگان بین ۴۰ تا ۶۰ تن اعلام شد. گرچه «بمب‌های بشکه‌ای» از دقت بالایی برخوردار نیستند، اما سبب تخریب گسترده می‌شوند. به گفته کارشناسان نظامی استفاده از این بمب‌ها دلیل اصلی شمار فراوان قربانیان است.

#### کسب درآمد دولت سوریه از گمشدگان
سازمان عفو بین‌الملل طی بررسی‌هایی که داشته دولت سوریه و کشورهای حامی آن را به بهره‌برداری مالی از ناپدید شدگان متهم کرد. گزارش حکایت از این دارد که دولت سوریه از طریق یک بازار سیاه خوفناک دست به کسب درآمد از مفقودان کشورش است. در گزارش آمده است این اقدامات دولت علاوه بر منفعت‌های مالی باعث ارعاب شهروندان و سرکوب آن‌ها برابر هر گونه اعتراض و ابراز نارضایتی می‌شود. سازمان این اقدام را مصداق جنایت علیه بشریت قلم داده کرد. از سال ۲۰۱۱ تا کنون، تعداد ۶۵ هزار سوری مفقود شدند که حدود ۵۸ هزار تن از آنان غیرنظامیان بوده‌اند. مطابق این گزارش افراد دزدیده شده در سلول‌های پرجمعیت بازداشتگاه‌های مخفی زندانی شده و ارتباط آن‌ها با دنیای بیرون به‌طور کامل قطع می‌شود این درحالیست که اطلاعی به خانوادهٔ آن‌ها داده نمی‌شود. افراد یا بر اثر بیماری یا به سبب شکنجه جان خود را از دست می‌دهند یا نهایتاً به‌صورتی ناعادلانه محاکمه و اعدام می‌شوند. نحوه کسب درآمد دولت از این شرایط نیز بدین صورت است که یک بازار سیاه وسیع متشکل از واسطه‌ها و دلالانی که با دولت همکاری می‌کنند با دریافت رشوه‌هایی از چند صد تا چندین هزار دلار از خانواده ناپدید شدگان به آن‌ها وعدهٔ دادن اطلاعاتی پیرامون محل نگهداری بستگانشان یا وضعیت مرگ و زنده بودن آن‌ها در اختیارشان قرار دهند. افراد دزدیده شده نیز شامل کسانی مانند تظاهرکنندگان، فعالان مدافع حقوق بشر، روزنامه‌نگاران، پزشکان و امدادرسانان کمک‌کننده به دو طرف یا فعال در مناطق تحت تسلط مخالفان و همچنین کسانی می‌باشند که حکومت نسبت به وفاداری آنان مشکوک است یا اینکه خویشاوندانشان به مخالفت با حکومت متهم هستند و از چنگ رژیم گریخته‌اند.

### بررسی پرونده جنایت‌های جنگی
یک قاضی فرانسوی به نام کاترین مارشی-ال از طرف آنتونی گوترش دبیرکل سازمان ملل متحد برای جمع‌آوری اسنادی برای مشخص کردن جنایت جنگی در سوریه تعیین شده است. بدین ترتیب او سرپرست تیم تحقیق با پنجاه کارمند و عضو در مقر سازمان ملل در ژنو سوئیس مستقر هستند.
۱۰۵ عضو سازمان ملل در دسامبر ۲۰۱۶ برای جمع‌آوری مدارک، اسناد و شواهد از جنگ داخلی سوریه توسط این هیئت رأی مثبت دادند و تنها ۱۵ کشور از جمله ایران و روسیه با این طرح مخالفت کردند. یکبار نیز در ژانویه ۲۰۱۳ فهرستی از گروه‌ها و افراد متهم به جنایت جنگی در سوریه توسط بازرسان سازمان ملل تهیه شده است.
در هنگام رسیدگی به اتفاقات یوگسلاوی کاترین مارشی-ال از مشاوران ارشد دادگاه بین‌المللی بود، همین‌طور مسئول رسیدگی به پرونده خمرهای سرخ در کامبوج از طرف سازمان ملل و در فرانسه در برخی از پرونده‌های جنایی جدی به عنوان قاضی مسئولیت‌هایی به عهده داشت و به وزارت خارجه نیز مشاوره می‌داد. این هیئت می‌بایست تحلیل خود را از وقایع در پیوند با قوانین و معیارهای تصویب‌شده در سازمان ملل و نهادهای بین‌المللی علاوه بر جمع‌آوری مدارک از جنگ داخلی سوریه ارائه بدهد. .

## استفاده از جنگ‌افزار شیمیایی
حمله شیمیایی در حومه دمشق به‌ویژه در غوطه شرقی و غربی در تاریخ ۲۱ اوت سال ۲۰۱۳ (۳۰ مرداد ۱۳۹۲) رخ داد که طی آن بسیاری کشته شدند که بیشتر آن‌ها زن و کودک بودند. به گزارش مخالفان رژیم اسد، این حمله را نظام سوریه انجام داده گرچه که هنوز مقصر اصلی این جنایت معلوم نشده است.
باراک اوباما که استفاده از سلاح شیمیایی را خط قرمز معرفی کرده بود سوریه را تهدید به دخالت مستقیم کرد. در واکنش به این موضع‌گیری، بشار اسد با جمع‌آوری، از کار انداختن و نابودی تمام زرادخانه شیمیایی سوریه موافقت کرد. قرار شد این برنامه زیر نظر سازمان ملل متحد و سازمان منع به‌کارگیری تسلیحات شیمیایی انجام شود. سال گذشته برنامه نابودسازی تسلیحات و مهمات شیمیایی سوریه به پایان رسید.
با این وجود، سازمان منع به‌کارگیری تسلیحات شیمیایی از آن زمان تاکنون شواهدی جمع‌آوری کرده است که نشان می‌دهد در حملات نیروهای دولتی به روستاهای تحت کنترل شورشیان در شمال سوریه در فاصله ماه‌های آوریل تا ژوئیه ۲۰۱۴ از مهمات شیمیایی مثل کلر یا آمونیاک استفاده شده است.
بر اساس گزارش سالیانهٔ وزارت امور خارجه آمریکا در مورد وضعیت حقوق بشر در جهان در سال ۲۰۱۳، که در روز ۸ اسفند ۱۳۹۲ منتشر شد. این واقعه که در آن هزار و چهار صد نفر جان خود را از دست دادند، فجیع‌ترین واقعه بشری در سال ۲۰۱۳ بوده است.

### واکنش آمریکا
جان کری، وزیر امور خارجه آمریکا اذعان کرد که ۱۴۲۹ نفر در حمله شیمیایی در حومه شرقی دمشق کشته شده‌اند که از میان کشته‌شدگان ۴۲۶ نفر کودک بودند.
باراک اوباما در ادامه واکنش‌های آمریکا طرح حمله به سوریه را به کنگره ایالات متحده آمریکا برد تا در آنجا برای اقدام نظامی، تصمیم‌گیری شود.

## تلفات و خسارات

### کشته‌شدگان
به گزارش رویترز در جریان جنگ داخلی سوریه، تا سال ۲۰۱۸، بیش از ۵۱۱٬۰۰۰ نفر کشته شده و میلیون‌ها نفر نیز زخمی و زندانی گشته‌اند؛ همچنین بیش از ۱۲ میلیون نفر هم آواره شده‌اند. ده سال جنگ، میانگین امید به زندگی کودکان سوری را ۱۳ سال کاهش داده است.
بر اساس گزارشی که سازمان ملل متحد مورد تأیید قرار داده و در شورای حقوق بشر این سازمان از سوی کمیساریای عالی حقوق بشر سازمان ملل متحد خوانده شد، تا پایان ماه ژانویه در سوریه «۷۵۰۰» غیرنظامی به دست نیروهای رژیم اسد کشته شده‌اند. این آمار از دید انقلابیون سوری، پایین‌تر از آمار واقعی است. برای نمونه در نوامبر ۲۰۱۱ و پیش از آغاز کشتارهای دسته جمعی روزانه در سوریه، براساس گزارشی که «رضوان زیاده» در نوامبر ۲۰۱۱ در قاهره ارائه کرد، ۵ هزار تن از معترضان جان باخته بودند، ۲۵ هزار نفر بازداشت شده و شهرهای درعا، حمص، ادلب، دیرالزور و چند شهر دیگر نیز در محاصره و زیر آتش سنگین توپخانه‌ای ارتش بشار اسد قرار داشتند. پیش از آن نیز سازمان ملل تا نوامبر ۲۰۱۱ جان باختن «بیش از چهار هزار نفر» در اعتراض‌های سوریه را تأیید و از قتل «۲۵۶ کودک» ابراز انزجار کرده بود. ماه نوامبر خونین‌ترین ماه از آغاز اعتراض‌ها در سوریه به‌شمار می‌رود که در آن روزانه ۱۰ تا ۳۰ تن از معترضان جان باخته‌اند. سازمان ملل در ۱۳ دسامبر سال ۲۰۱۱ اعلام کرد که شمار کشته‌های سرکوب خیزش در سوریه از ۵۰۰۰ نفر فراتر رفته است و ۱۲ هزار نفر نیز از سوریه گریخته‌اند.
در مارس ۲۰۱۵، سازمان ملل متحد اعلام کرد که در سال ۲۰۱۴ حدود هفتاد و شش هزار تن در جنگ سوریه کشته شدند و به این ترتیب، آمار تلفات این جنگ چهارساله به بالای دویست و بیست هزار نفر رسید که اکثر آنان نیز غیرنظامیان ساکن در مناطق درگیری بوده‌اند.
به نقل از دیده‌بان حقوق بشر سوریه، شمار قربانیان درگیری‌های این کشور بر اساس مستنداتی که این نهاد در اختیار دارد، تا پایان سال ۲۰۱۳ از مرز ۱۲۵ هزار تن گذشته است. بر اساس این گزارش، یک سوم قربانیان یاد شده غیرنظامی بوده‌اند. از این تعداد ۶ هزار و ۳۶۵ تن کودک و ۴ هزار ۲۶۹ تن زن بوده‌اند. شمار کشته‌شدگان مخالف حکومت سوریه ۲۵ هزار و ۶۹۹ نفر و کشته‌شدگان نظامی و شبه نظامیان حامی حکومت ۴۸ هزار و ۸۸۰ نفر ذکر شده است. در گزارش دیده‌بان حقوق بشر سوریه آمده است که حدود ۳۰۰۰ نفر از قربانیان قابل شناسایی نبوده‌اند. سرنوشت بیش از ۱۰ هزار تن در زندان‌های حکومت سوریه و همین‌طور ۳ هزار سرباز اسیر نیروهای مخالف حکومت روشن نیست. تخمین زده شده است که نزدیک به ۱۹۰ هزار نفر تا پایان ماه اوت ۲۰۱۴ (پایان مرداد ۱۳۹۳) جان خود را از دست داده‌اند.
در ۱۱ مارس ۲۰۱۴ (۲۰ اسفند ۱۳۹۲) یونیسف اعلام کرد در خلال سه سال جنگ در سوریه بیش از ۱۰ هزار کودک جان خود را از دست داده‌اند.
بر اساس گزارشی که مرکز حقوق بشر سوریه در سپتامبر ۲۰۱۵ منتشر کرد تاکنون حدود ۱۸۶ هزار غیرنظامی در جنگ سوریه کشته‌اند که بیش از ۹۶ درصد آن‌ها توسط حکومت سوریه، ۱٫۳٪ توسط مخالفان و ۰٫۸٪ درصد توسط داعش و بقیه به دست نیروهای کرد، فتح الشام، بمباران‌های ائتلاف ضد داعش و افراد نامعلوم کشته شده‌اند. در این آمار اعلام شده که از ۵۴۶ روزنامه‌نگاری که تاکنون در سوریه کشته شده‌اند ۵۱۱ نفر به دست دولت اسد، ۱۴ نفر به دست مخالفان و ۱۴ نفر به دست داعش به قتل رسیده‌اند. ۹۹٫۵٪ موارد مرگ بر اثر شکنجه (۱۱۵۰۱ نفر) هم در زندان‌های دولت سوریه اتفاق افتاده‌اند.

### ناپدیدشدگان
بر اساس آمار مرکز مستندسازی نقض حقوق بشر در سوریه، تا آغاز نوامبر ۲۰۱۴، ۸۵۰۰۰ نفر توسط دولت به صورت خودسرانه یا اجباری (بازداشت، دستگیری یا ربودن افراد به همراه انکار آن)، ۱۲۰۰ نفر به دست گروه‌های مسلح (در درجه اول داعش) و ۲۶۰۰ نفر هم بدون هیچ ردی ربوده شده‌اند.

### آوارگان
جنگ سوریه علاوه بر تلفات انسانی منجر به آوارگی ۹/۵ میلیون نفر (تا آغاز نوامبر ۲۰۱۴) در این کشور نیز شده است. بر اساس گزارشی که خبرگزاری رویترز در ۹ اسفند ۱۳۹۲ منتشر کرد، ۳ میلیون پناهنده خاک سوریه را ترک کرده‌اند. این روند، یکی از بزرگ‌ترین مهاجرت‌های اجباری در تاریخ معاصر است.
در ۱۱ مارس ۲۰۱۴ (۲۰ فروردین ۱۳۹۲) یونیسف اعلام کرد که در کشورهای میزبان حدود یک میلیون و ۲۰۰ هزار کودک سوری به عنوان پناهجو در کمپ‌ها زندگی می‌کنند که دسترسی محدودی به آب آشامیدنی، مواد غذایی مغذی و امکانات آموزشی دارند.
سازمان ملل گفته است تا پایان ماه اوت ۲۰۱۴ (پایان مرداد ۱۳۹۳) بیش از سه میلیون نفر از شهروندان سوریه در اثر جنگ از خانه‌های خود گریخته و اثری از بهبود بحران سیاسی آن کشور دیده نمی‌شود. همچنین بیش از شش میلیون سوری در داخل آن کشور آواره شده‌اند و نیمی از این تعداد کودک هستند. تعدادی از افراد بی خانمان شده از سوریه خارج شده و در کشورهای همسایه پناه جسته‌اند. بیش از ۱ میلیون شهروند سوری اکنون ساکن لبنان هستند. راه خروج از سوریه برای پناهجویان سختتر شده است و بسیاری ناچار هستند که برای خروج به دسته‌های تبهکار مسلح باج دهند. ده‌ها هزار نفر دیگر به اردن و ترکیه پناه برده‌اند. کمیساریای عالی سازمان ملل برای پناهندگان گفته است که سوریه اکنون دچار بزرگ‌ترین شرایط اضطراری انسانی در دوران معاصر است.
تخمین زده می‌شود که حدود ۱۰ میلیون و ۸۰۰ هزار نفر در داخل سوریه نیازمند کمک‌های بشردوستانه هستند و از این تعداد، بیش از چهار میلیون نفر در مناطقی زندگی می‌کنند که یا تحت محاصره هستند یا دسترسی به آن‌ها بسیار دشوار است.

#### در ترکیه
روز شنبه ۲۰ اوت ۲۰۱۴ (۲۹ شهریور ۱۳۹۳) دفتر نخست‌وزیری ترکیه اعلام کرد برخی مناطق مرزی خود را به روی آوارگان کرد سوریه باز کرده است. بنا بر اعلام سازمان ملل، در طول تنها ۲۴ ساعت حدود ۷۰ هزار پناهجوی کرد از شمال سوریه به ترکیه پناه آوردند. سازمان ملل متحد در آخرین گزارش خود در ۲۲ اوت ۲۰۱۴ اعلام کرد که شمار پناه‌جویان کرد به ترکیه از مرز ۱۰۰ هزار نفر گذشته است. دولت ترکیه شمار آوارگان کرد را ۱۳۰ هزار نفر برآورد کرد. جز کردهای سوریه، بیش از یک میلیون پناهجوی سوری در خاک ترکیه هستند که از حملات داعش گریخته‌اند.

### خسارات اقتصادی
جنگ داخلی سوریه منجر به تلفات انسانی وحشتناکی شد که باعث فروپاشی اقتصاد آن کشور شده است. بنا بر تحقیقات، از زمان شروع جنگ داخلی، ۱۷٫۵ درصد از خانه‌های روسیه ویران شده است. خسارات ناشی از درگیری به زیرساخت‌ها به تنهایی ۱۱۷٫۷ میلیارد دلار هزینه داشته است. سوریه نمونه‌ای بارز از پیامدهای شدیدی است که جنگ بر اقتصاد یک کشور وارد می‌آورد. تا سال ۲۰۱۸، تولید ناخالص داخلی سوریه به کمتر از ۵۰ درصد از زمان ۲۰۱۰ کاهش یافت که ناشی از پیامدهای جنگ و بی‌ثباتی سیاسی بود. مجموعه زیرساخت‌های ویران شده و کاهش تحریم‌های تولید و تجاری، منجر به کاهش صادرات سوریه شد. از سال ۲۰۱۰ تا ۲۰۱۸، صادرات کشوراز ۸٫۷ میلیارد دلار به ۷۰۰ میلیون دلار کاهش یافت که برابر با سقوط ۹۲ درصدی است. به علاوه، ارزش پول سوریه ۹۰ نیز درصد کاهش یافت و تورم کشور به ۷۰۰ درصد رسید. در نتیجه جنگ، بسیاری از زیرساخت‌های کشور تخریب شده‌اند؛ خدمات اجتماعی اغلب وجود ندارد، اقتصاد در حال سقوط آزاد است و بیش از ۹۰ درصد از مردم سوریه در فقر زندگی می‌کنند. تداوم کاهش ارزش پول محلی منجر به تورم افسارگسیخته، کاهش دستمزدهای واقعی شده و افراد بیشتری را به سمت فقر سوق داده است. از زمان شروع درگیری، فقر شدید به‌طور مداوم افزایش یافته است. به‌طور متوسط، سالانه حدود ۵۳۸۰۰۰ شغل در طول چهار سال نخست جنگ از بین رفته است و جوانانی که اکنون با نرخ بیکاری ۷۸ درصدی مواجه هستند گزینه‌های کمی برای بقا دارند. درگیری تجارت منطقه‌ای را تضعیف کرده است. انقباض اقتصاد سوریه و ظهور اقتصاد جنگی، تأثیر عمیقی بر قشربندی و ترکیب جامعه تجاری سوریه و به ویژه نخبگان داشته است. در کوتاه مدت و بلندمدت، تحریم‌ها، فرار سرمایه پایدار، کاهش دارایی‌های شرکت‌ها و کاهش چشمگیر تولید و مبادله در سراسر کشور، بر نخبگان تجاری مستقر پیش از جنگ تأثیر منفی گذاشته است. آنان شاهد کاهش ثروت خود بوده‌اند و حتی بسیاری از آنها سوریه را به مقصد کشورهای همسایه ترک کرده‌اند.

## دستاوردهای ارتش سوریه
مهم‌ترین موفقیت‌ها و دستاوردهای میدانی ارتش سوریه در سال ۲۰۱۶، در تصرف بخش شرقی شهر حلب از کنترل شورشیان بود که به مدت بیش از چهار سال تحت سیطره گروه‌های شورشی قرار داشت، در تاریخ ۱۲ دسامبر ۲۰۱۶ فرماندهی ارتش سوریه کنترل کامل شهر حلب پس از شکست شورشیان و اخراج گروه‌های شورشی باقی‌مانده را اعلام کرد که در چارچوب توافقی که با نظارت روسیه به دست آمد به رهایی بیش از دو هزار نفر از مردم شهرک‌های تحت محاصره کفریا و و فوعه در حومه شمالی ادلب منجر شد. دستاورد دیگر ارتش سوریه در سال ۲۰۱۷ با تصرف شهر باستانی پالمیرا از اشغال داعش همراه بود. ارتش سوریه این شهر را در تاریخ ۲ مارس ۲۰۱۷ تصرف کرد.

## حضور نیروهای خارجی در سوریه
تا ابتدای سال ۲۰۲۲ تعداد پایگاه‌های نیروهای خارجی در سوریه به ۵۹۷ رسید که جزئیات آن به شرح زیر است:
نیروهای ائتلاف بین‌المللی به رهبری آمریکا ۲۸ پایگاه
نیروهای ترکیه: ۱۲۲ پایگاه،
نیروهای روسیه: ۱۱۴ پایگاه،
نیروهای سپاه پاسداران انقلاب اسلامی: ۱۸۶ پایگاه،
حزب‌الله لبنان ۸۰ پایگاه.
نیروهای سپاه پاسداران انقلاب اسلامی و حزب‌الله لبنان به‌طور مشترک ۶۷ پایگاه را در اختیار دارند.